# Розенов
Розенов (нем. Rosenow) — община в Германии, в земле Мекленбург-Передняя Померания.
Входит в состав района Деммин. Подчиняется управлению Штафенхаген.  Население составляет 1004 человека (на 31 декабря 2010 года). Занимает площадь 31,13 км².
Коммуна подразделяется на 6 сельских округов.